# Terminalia randii
Terminalia randii är en tvåhjärtbladig växtart som beskrevs av Baker f.. Terminalia randii ingår i släktet Terminalia och familjen Combretaceae. Inga underarter finns listade i Catalogue of Life.